# Мичурино (Донецкая область)
Мичу́рино (укр. Мічуріне) — село в Тельмановском районе Донецкой области. Находится под контролем самопровозглашённой Донецкой Народной Республики.

## История
Село Мичурино — бывшее поселение Гринталь — одна из первых немецких колоний, основанных на территории Таганрогского округа Области войска Донского. Датой основания принято считать 1869 год. Именно в это время немецкие колонисты купили земли у братьев Краснощековых и вдовы полковника Анны Леоновой. Всего в собственности колонистов было 2000 десятин удобной для посевов земли. Первоначально в колонии насчитывалось 24 усадьбы и 109 жителей.
В 1945 г. постановлением Сталинского облисполкома село Гринталь Гринтальского сельсовета переименовано в село Мичуринское.
Колхоз имени Тельмана
В советское время в селе действовал колхоз имени Тельмана Тельмановского района. Председателем этого колхоза был Герой Социалистического Труда Иван Феофанович Буц, который вывел колхоз в число передовых сельскохозяйственных предприятий Тельмановского района. Под его руководством в селе были построены четырёхкомнатные квартиры и многочисленные объекты сельскохозяйственного производства. В конце 1950 года к колхозу имени Тельмана были присоединены соседние колхозы «Заветы Ильича» и «Красная Звезда».
В этом же колхозе трудились Герои Социалистического Труда звеньевые Мария Георгиевна Бондарева, Анастасия Васильевна Голодухина, Ксения Григорьевна Гончарова, Анна Андреевна Мормуль, Матрёна Степановна Потапова, Прасковья Ивановна Проценко, Ольга Петровна Федоренко и Мария Григорьевна Федорюк.
Основание костёла
В феврале 1896 года поселяне колонии Гринталь на общем собрании вынесли решение о необходимости постройки римско-католического молитвенного дома и стали ходатайствовать перед Областным Правлением войска Донского о разрешении его постройки. Запрошенные — декан Бердянского деканата Римо-католической церкви Таврической губернии и Донская духовная консистория подтвердили необходимость создания католического храма, не последовало возражения и Войскового Правления.
Однако, несмотря на полученное разрешение, в течение последующих девяти лет костел по неизвестным причинам не был построен, и жители Гринталя в июле 1905 года повторно обратились в войсковое Правление с ходатайством о разрешении строительства молитвенного дома, но в бо́льших размерах, так как население колонии со времени первого прошения значительно увеличилось. Точной даты постройки католического костёла нет, известно только, что в 1907 году католический викарий осуществлял свою службу во всей западной части Таганрогского округа, имея резиденцию в Грюнтале. Этот католический храм стал третьим в Области войска Донского, после таганрогского и ростовского костёлов.

## География

### Соседние населённые пункты по сторонам света
С: Богдановка, Солнцево
СЗ: Первомайское (Мичуринский сельсовет), Красный Октябрь
СВ: Краснополье, Розовка
В: Вершиновка, Черевковское
ЮЗ: Новая Марьевка
ЮВ: Воля, Первомайское (Первомайский сельсовет)
Ю: Тельманово

## Население
Население по переписи 2001 года составляло 1160 человек.

## Адрес местного совета
87130, Донецкая область, Тельмановский р-н, с. Мичурино, ул. Шевченко, д.62 а.